# Entoloma subg. Claudopus
Entoloma subg. Claudopus, auch Stummelfuß-Rötlinge genannt, ist eine Untergattung aus der Gattung der Rötlinge, die in die beiden Sektionen Claudopus und Undata gegliedert ist.
Die Typusart ist der Graue Stummelfuß-Rötling (Entoloma byssisedum).

## Merkmale
Charakteristisch für die Arten der Untergattung Claudopus sind nabelings- oder seitlingsartige Fruchtkörper, deren Lamellen oft deutlich am Stiel herablaufen. Das Pigment ist inkrustierend, selten zusätzlich intrazellulär. An den Hyphensepten befinden sich oft Schnallen.

## Systematik
Im Jahre 1876 beschrieb Claude-Casimir Gillet die Gattung Claudopus. Henri Romagnesi kombinierte das Taxon 1978 als Untergattung der Gattung Rhodophyllus um., ehe der niederländische Mykologe Machiel E. Noordeloos die Untergattung 1981 in die Gattung Entoloma integrierte.

### SektionClaudopus
Die Fruchtkörper haben eine seitlings- oder nabelingsartige Gestalt mit typischerweise exzentrischem, seitlichem oder fehlendem Stiel. Allerdings besitzen einige Arten zentral gestielte Fruchtkörper in jungen Stadien. Das Pigment ist inkrustierend, parietal oder intrazellulär und bei blassen Arten in der Regel schwer zu erkennen. Schnallen an den Hyphensepten sind entweder vorhanden oder fehlen. Einige Arten haben einen auffallenden Geruch. Die Arten leben saprotroph oder parasitisch auf den Fruchtkörpern von anderen Pilzen.
- Feuchtstellen-Stummelfuß-Rötling – Entoloma albotomentosum Noordeloos & Hausknecht 1989
- Entoloma alliodorum Esteve-Raventós, E. Horak & A. Ortega 2003
- Grauer Stummelfuß-Rötling – Entoloma byssisedum (Persoon 1801 : Fries 1821) Donk 1949
  - Entoloma byssisedum var. microsporum Esteve-Raventós & Noordeloos 2004
- Entoloma catalaense Noordeloos & Contu 2004 (beschrieben als E. catalaensis)
- Schwindlings-Nabel-Rötling – Entoloma depluens (Batsch 1786 : Fries 1821) Hesler 1967
- Entoloma exiguum Esteve-Raventós & M. de la Cruz 1998
- Weißer Holz-Stummelfuß-Rötling – Entoloma jahnii Wölfel & Winterhoff 1993
- Langstieliger Stummelfuß-Rötling – Entoloma ollare E. Ludwig & T. Rödig 1992 ex E. Ludwig & T. Rödig 2004
- Großsporiger Stummelfuß-Rötling – Entoloma parasiticum (Quélet 1878) Kreisel 1984
- Pfifferlings-Stummelfuß-Rötling – Entoloma pseudoparasiticum Noordeloos 1992

### SektionUndata
Die Fruchtkörper besitzen einen nabelings- oder rüblingsartigen Habitus. Der Stiel ist normalerweise gut entwickelt und zentral am Hut angewachsen.
- Verschiedenbrauner Holz-Rötling – Entoloma chelone Noordeloos & E. Horak 1987
- Entoloma depressum Noordeloos & Vesterholt 2004
- Flockiger Nabel-Rötling – Entoloma flocculosum (Bresadola 1929) Pacioni 1988 ('1987')
- Entoloma iodiolens Arnolds & Noordeloos 2004
- Entoloma korhonenii Noordeloos 2004
  - Stufiggezonter Nabel-Rötling – Entoloma korhonenii var. gradizonatum E. Ludwig & Noordeloos 2007
- Wolliger Nabel-Rötling – Entoloma lanicum (Romagnesi 1936) Noordeloos 1981
- Schwärzlicher Rötling – Entoloma nigellum (Quélet 1883) Noordeloos 1992
- Becher-Nabel-Rötling – Entoloma phaeocyathus Noordeloos 1985
- Erlen-Nabel-Rötling – Entoloma rhodocylix (Lasch 1829 : Fries 1832) M.M. Moser 1978
- Runzeliger Nabel-Rötling – Entoloma rugosum (Malençon 1942) Bon & Haluwyn 1983
- Braunblättriger Nabel-Rötling – Entoloma rusticoides (Gillet 1874) Noordeloos 1981
- Entoloma subpusillum (Pilát 1951) Romagnesi 1987
- Dunkelblättriger Nabel-Rötling – Entoloma undatum (Gillet 1874) M.M. Moser 1978